# Ihar Stasevič
Ihar Mikalaevič Stasevič (in bielorusso Ігар Мікалаевіч Стасевіч?; Barysaŭ, 21 ottobre 1985) è un calciatore bielorusso, centrocampista del Tūran Türkistan.

## Carriera

### Club
Dopo aver trascorso 8 anni nel BATE, nel 2010 si trasferisce al Volga Nižnij Novgorod.

### Nazionale
Dal 2007 gioca con la nazionale bielorussa.

## Palmarès

### Club
- Campionato bielorusso: 8

BATĖ Borisov: 2006, 2007, 2008, 2009, 2015, 2016, 2017, 2018
- Coppa di Bielorussia: 3

BATĖ Borisov: 2005-2006, 2009-2010, 2019-2020
- Supercoppa di Bielorussia: 4

BATĖ Borisov: 2010, 2015, 2016, 2017

### Individuale
- Calciatore bielorusso dell'anno: 1

2015